# Fontaine-au-Pire
Fontaine-au-Pire és un municipi francès, situat a la regió dels Alts de França, al departament del Nord. L'any 2006 tenia 1.174 habitants. Limita al nord amb Beauvois-en-Cambrésis, a l'est amb Caudry, al sud amb Ligny-en-Cambrésis, al sud-oest amb Haucourt-en-Cambrésis, a l'oest amb Cattenières i al nord-oest amb Carnières.

## Demografia
| 1962                                       | 1968  | 1975  | 1982  | 1990  | 1999  | 2006  |
| ------------------------------------------ | ----- | ----- | ----- | ----- | ----- | ----- |
| 1.288                                      | 1.331 | 1.260 | 1.217 | 1.127 | 1.111 | 1.174 |
| Des de 1962: població sense dobles comptes |       |       |       |       |       |       |

## Administració
| Període   | Identitat          | Partit |
| --------- | ------------------ | ------ |
| 1964-2008 | Jean-Marie Lemaire |        |
| 2008-     | Jean Wecxsteen     |        |